# Legio I Noricorum
Legio I Noricorum (I Норікський легіон) — римський легіон часів пізньої імперії.

## Історія
Створено імператором Діоклетіаном з метою підсилення II Італійського легіону у Норіку. Виконував функції прикордонників (лімітанів) для захисту норікської ділянки Дунаю на межі з провінцією Нижня Паннонія від атак германських племен. Незабаром основною базою стало міста Фавіаніс (сучасний Матерн-на-Дунаї, Австрія).
У 310 році разом з II Італійським легіоном звитяжно відбив напад германського племені маркоманів. В цей час до складу легіону увійшли підрозділи військової флотилії на кораблях-лібурнах (milites liburnarii). Відбувається збільшення кількості легіону до 5000 легіонерів. У IV ст. ветерани легіону отримали землі у Верхній Паннонії.
Починаючи з часів імператора Валентиніана I підпорядковувався дуксу Паннонії Першої та Норікського узбережжя. Частину легіону переведено до іншого форту — Ад Ювенс (сучасне м. Іббс-на-Дунаї, Австрія) — та неподалік стратегічного міста Вірун.
Відповідно до Переліку почесних посад (Notitia dignitatum) легіон продовжував забезпечувати захист кордонів Римської імперії після її розділу на Західну та Східну. Знаходився у Норіку до самої загибелі Західної Римської імперії.